# Lemmy pour les dames
Pour plus de détails, voir Fiche technique et Distribution.
Lemmy pour les dames est un film français réalisé par Bernard Borderie, sorti en 1962
C'est le sixième film avec Eddie Constantine dans le rôle de Lemmy Caution et la quatrième aventure cinématographique de Lemmy Caution réalisée par Bernard Borderie.

## Synopsis
Lemmy Caution, en vacances sur la Côte d'Azur, pense pouvoir se reposer mais il trouve une femme mourante. Parce qu'elle a essayé de parler avec lui avant sa mort, il commence une enquête. Il découvre une histoire de chantage sur des femmes de diplomates.

## Fiche technique
- Titre : Lemmy pour les dames
- Réalisation : Bernard Borderie
- Assistant réalisateur : Francis Caillaud et Paul Nuyttens
- Scénario : Marc-Gilbert Sauvajon et Bernard Borderie d'après les personnages de Peter Cheyney
- Photographie : Armand Thirard
- Montage :   Christian Gaudin
- Musique : Paul Misraki
- Décors : Rino Mondellini
- Son : René Sarrazin
- Cascades et bagarres : Henri Cogan
- Perruques : Carita
- Photographe de plateau : Yves Mirkine
- Producteur : Raymond Borderie
- Directeur de production :  Henri Jaquillard
- Société de production : Compagnie Industrielle et Commerciale Cinématographique ( C.I.C.C.), Films Borderie
- Société de distribution : Pathé Distribution
- Pays d’origine :  France
- Langue originale : français
- Format : Noir et blanc — 35 mm — 2,35:1 (Franscope) — Son : Mono
- Genre : Film d'espionnage
- Durée : 97 minutes (1 h 37)
- Dates de sortie : 
  -  France : 21 mars 1962
- Affiche : Henri Cerutti (France)

## Distribution
- Eddie Constantine : Lemmy Caution
- Françoise Brion : Marie-Christine
- Claudine Coster : Françoise
- Éliane d'Almeida : Sophie
- Yvonne Monlaur : Claudia
- Jacques Berthier : Docteur Nollet
- Robert Berri : Dombie
- Guy Delorme : Mirko
- Lionel Roc : Hugo
- Paul Mercey : Commissaire Boumègue
- Jacques Hilling : le directeur de l'hôtel
- Carita : Perraque